# Яструбичі
Я́струбичі — село в Україні, в Шептицькому районі Львівської області. Населення становить 1191 мешканець.

## Загальний опис
Село Яструбичі розташоване в Шептицькому районі Львівської області, на правому березі річки Західний Буг, за 28 км від найближчого міста — м. Радехова, за 7 км від залізничної станції Соснівка. З 1960 року є автобусне сполучення з Шептицьким (13км).
На півночі знаходиться село Поздимир, на північному сході — Гоголів та Корчин, на південному сході — Радванці, на півдні — с. Тишиця, на південному заході Сілець та місто Соснівка, на північному заході — Волсвин.
Вздовж південного кордону пливе р. Західний Буг: від південного сходу на північний захід. З малих річок залишилися: Пересіка, Кравець, Золотва. Інші річки, що колись утворювали густу водяну мережу на північному сході Бугу, озерця, болота — повисихали. Джерельця, колись з чистою питною водою, або пропали зовсім, або стали непридатними до пиття, внаслідок хімізації землеробства.
Поверхня плоска, рівнинна. Сільські забудови займають південно-східну частину простору. На схід від них є найвищий пункт до 221 м, на захід знижуються, до 213 м, а на південний захід до 203 м. Більшість перепадів висот не перевищують 5 м.
Село розташоване в зоні, так званого, «малого полісся». Клімат помірний, з достатнім, у деякі роки, надмірним зволоженням (500 — 9000 мм). Зима м'яка, іноді з тривалими відлигами і нестійким сніговим покровом, літо не спекотне, середня температура липня 18-20 С, з частими похолоданнями, затяжними дощами.
Місцеві ґрунти різноманітні: супіски, чорноземні ґрунти, місцями глинисті, але переважає — порховина (порхковина) — це родючий торф'янистий ґрунт, який легко вивітрюються, перетворюються на порох, звідси і назва. З будівельних матеріалів є пісок, глина.
Південна частина території лісиста.

## Історія
Перша документальна згадка про село датується 1519 роком.
Від 17 січня до 13 вересня 1940 р. належало до Шевченківського району.
7.05.1944 відділ «Сіроманці» (командир: «Яструб») звів бій з більшовицькими партизанами.

## Коментар щодо походження назви села і його присілка
Сприятливі природні умови, ліси і дубові гаї (зарослі), річки і озера багаті рибою та дикою птицею, відкритий простір для полювання сприяли розмноженню хижих птахів — яструбів. Найбільш ймовірно, що саме назва села Яструбичі походить від великої кількості цих хижих птахів, які облюбували цей простір. Або, як вказує М. Кордуба, можливо це патронімічна похідна від особового імені Яструб.
Розгалужена система водних потоків навколо Бугу багата на птицю і рибу, довколишні ліси з дикою звіриною, відкритий простір створювали прекрасні угіддя для полювання, та риболовства. Згодом у цих місцях побудували хату для мисливців — «ізбу — ізбіцу», що на польській і старослов'янській мові означає хата, де можна було відпочити, з'їсти, зігрітися, сховатися від негоди, переночувати. Пізніше в цьому місці поселилося декілька родин з Яструбич, і урочище це почали називати по-місцевому «Збиця», воно стає присілком Яструбич. У довоєнні часи на Збиці жило близько 14 родин. Воєнне і післявоєнне лихоліття зовсім спустошило присілок і сьогодні там немає нічого.

## Пам'ятки

### Церква Св. Архістратига Михаїла
Згідно історичних даних у 1578 р. в селі вже існувала парафіяльна церква. Теперішня збудована у 1757 р., відновлювалася у 1912 р. По другій світовій війні весь час чинна. В Яструбичах триває облаштування нового мурованого храму за проектом Івана Коваленка.
Дерев'яна святиня знаходиться в центрі села, біля вулиці, на просторій ділянці обмеженій дерев'яним плотом. Будівля тризрубна, на бетонному фундаменті, значно витягнута у довжину, одноверха. Така форма у плані зумовлена розбудовою, очевидно, колишнього присінку або ж новою добудовою до західної стіни бабинця, щоб помістити більше парафіян великого села (церква в Яструбичах одна).
Ця добудова має два входи (від заходу та півночі), а вище центральних дверей, на причілку, побачите симпатичну кольорову фігурку св. архистратига Михайла. До вівтаря з обидвох сторін добудовані ризниці, дахи яких суміщені з покриттям вівтаря. Уздовж його стіни (як і стін нави та бабинця) є широке піддашшя, яке плавно переходить у покриття ризниць.
Стіни повністю вертикально шальовані дошками з лиштвами. Світловий восьмерик нави накритий банею з ліхтарем та маківкою. На церковному подвір'ї збереглися дві дерев'яні каплиці. Дерев'яна дзвіниця відсутня.

## Відомі люди
- Баран Василь Васильович — організаційно-мобілізаційний референт Сокальщини, організатор сотень УПА «ім. Галайди» і «Тигри», працівник Служби Безпеки ОУН Сокальської округи, співробітник штабу Воєнної Округи УПА «Буг». Загинув у селі.
- Данча Іван Іванович — український професійний боксер.. Чемпіон України з боксу (2015) у першій напівсередній вазі. Майстер спорту України. Входив у список спортсменів Львівської області — кандидатів до участі в Іграх ХХХІ Олімпіади 2016 року Ріо-де-Жанейро (Бразилія) Учень школи вищої спортивної майстерності (або скорочено — ШВСМ) Учасник забігів ГОНКА НАЦІЇ «SNOW RACE» Race Nation «За Тверезу Націю». Найкращий спортсмен колишнього Радехівського району. Брав участь у зйомках фільму «Король Данило».
- Шиба Богдан Павлович — український політик.